# Ducado de Sajonia-Meiningen
El Ducado de Sajonia-Meiningen (en alemán: Herzogtum Sachsen-Meiningen) fue uno de los ducados sajones durante los siglos XVII, XVIII, XIX y parte del XX, cuya capital fue Meiningen y que se amplió con la unión de Saalfeld en 1825.
En poder de la línea de la dinastía Wettin, fue fundado en el siglo XVII. La línea de Sajonia-Meiningen duró, sin muchos cambios, hasta el final de la monarquía en 1918. En la remodelación de los Ducados Ernestinos, que se produjo a raíz de la extinción de la línea de los Sajonia-Gotha en 1825, Sajonia-Meiningen recibió Hildburghausen y Saalfeld. El Estado Libre de Sajonia-Meiningen se fusionó en el nuevo Estado de Turingia, en 1920.
La capital de Sajonia-Meiningen fue Meiningen; en 1905 el ducado contaba con una superficie de 2468 km² y una población de 269.000 habitantes. La residencia de verano fue Altenstein.
El actual jefe de la casa ducal de Sajonia-Meiningen es el príncipe Federico Conrado (nacido en 1952).

## Historia

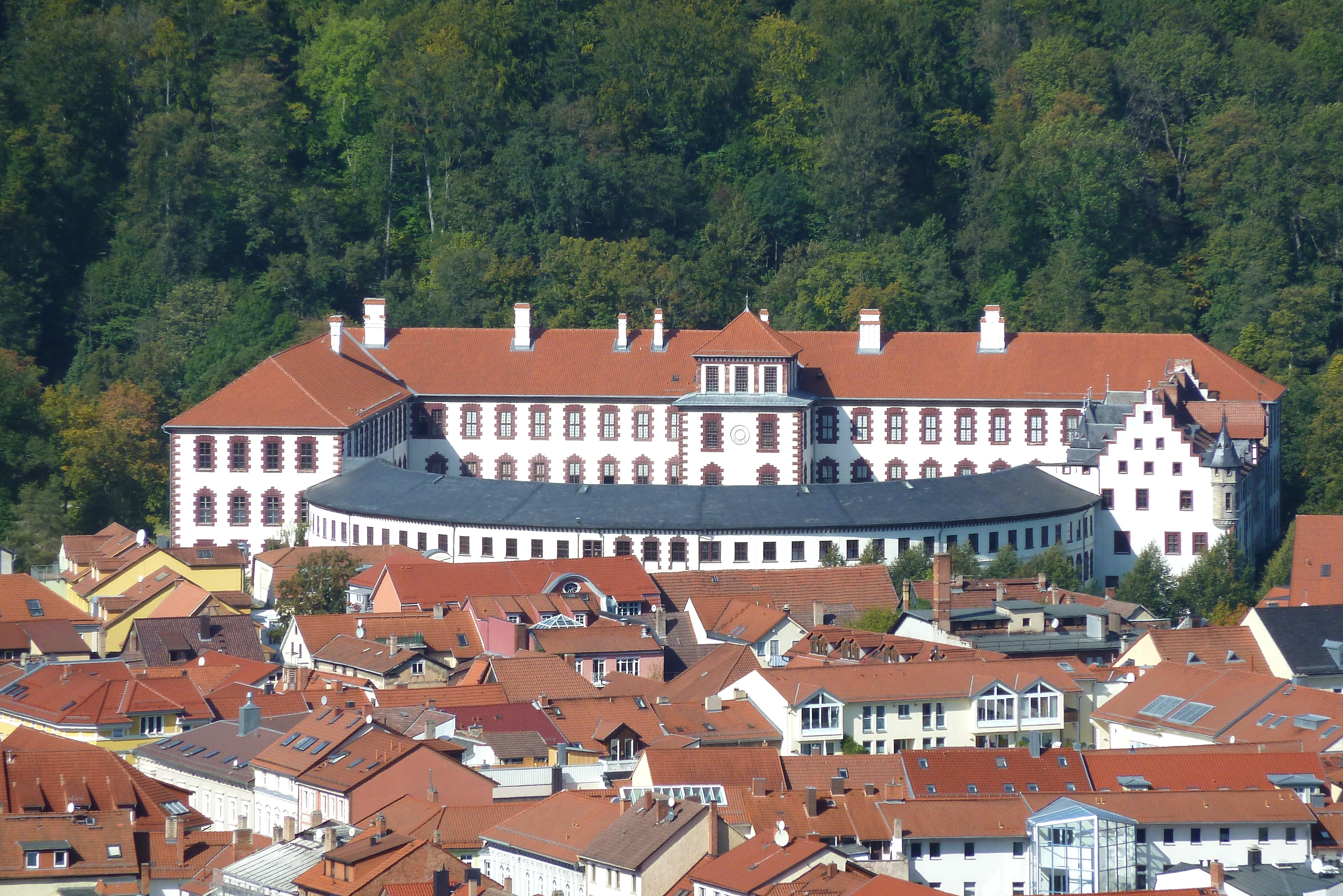
Palacio de Elisabethenburg en Meiningen, Residencia del Ducado desde 1682.

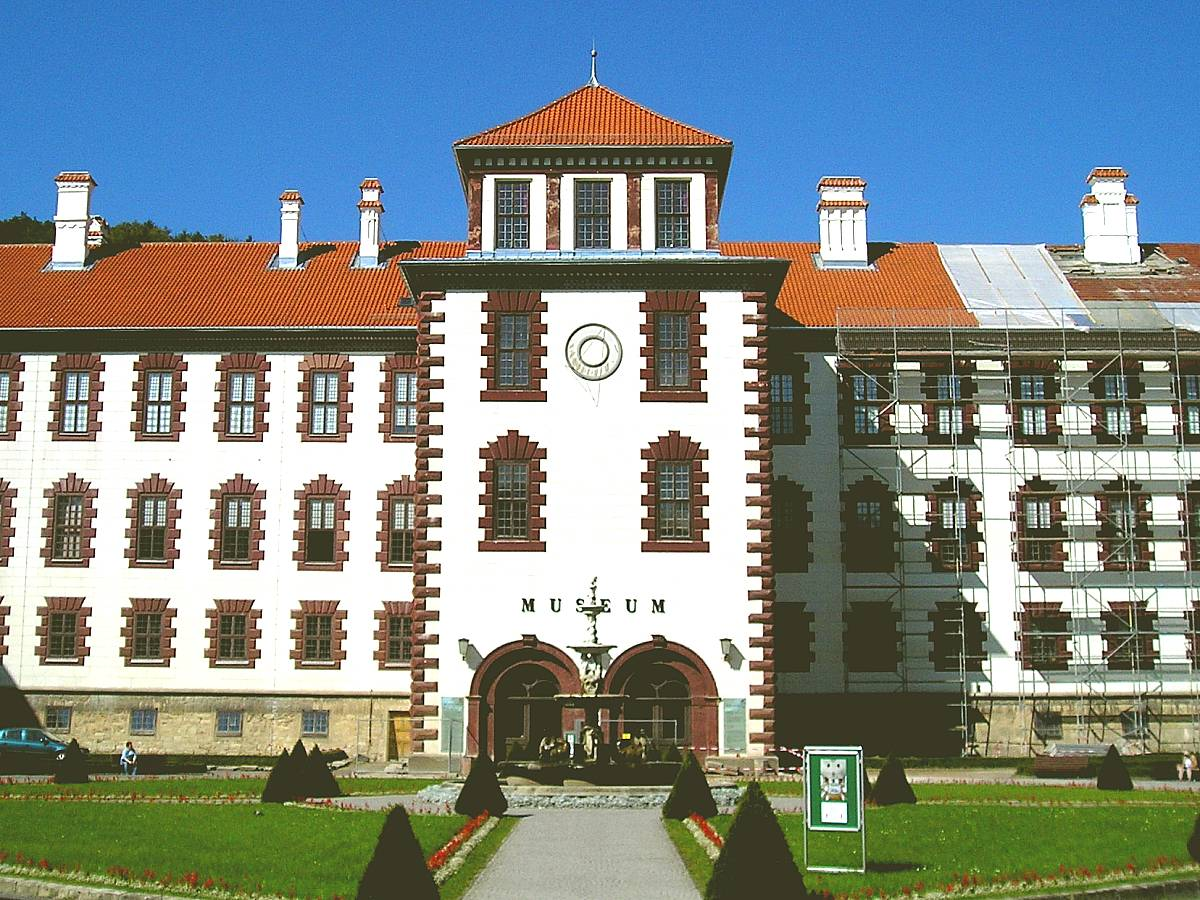
Palacio de Elisabethenburg, Meiningen.

En la partición de 1680, las anteriores tierras franconas de la extinta Casa de Henneberg fueron a manos del tercer hijo de Ernesto I, Bernardo, que eligió la ciudad de Meiningen como su residencia y se convirtió en el primer Duque de Sajonia-Meiningen. Desde 1682 el duque Bernardo I tuvo el Palacio Elisabethenburg construido y en 1690 estableció una orquesta de la corte (Hofkapelle), en la que más tarde Johann Ludwig Bach se convertiría en Kapellmeister (1711). 
En la reorganización de los territorios Ernestinos que ocurrió tras la extinción de la línea Sajonia-Gotha-Altenburgo, tras la muerte del Duque Federico IV en 1825, el duque Bernardo II de Sajonia-Meiningen recibió el anterior Ducado de Sajonia-Hildburghausen así como el territorio de Saalfeld del anterior Ducado de Sajonia-Coburgo-Saalfeld. Como Bernardo II había apoyado a Austria en la guerra austro-prusiana de 1866, el primer ministro de la victoriosa Prusia, Otto von Bismarck, forzó su abdicación en favor de su hijo Jorge II, después de lo cual Sajonia-Meiningen fue admitida a unirse a la Confederación Alemana del Norte.
En la Revolución Alemana después de la I Guerra Mundial, el duque Bernardo III, cuñado del emperador Guillermo II, fue obligado a abdicar el 10 de noviembre de 1918. El sucesor Estado Libre de Sajonia-Meiningen fue fusionado en el nuevo estado de Turingia en 1920.
En 1905 la capital del ducado era Meiningen, tenía una superficie de 2468 km² y una población de 269.000 habitantes. La residencia de verano era el Castillo de Altenstein. Desde 1868 el ducado comprendía los distritos (Kreise) de Hildburghausen, Sonneberg y Saalfeld así como los exclaves al norte de Camburg y Kranichfeld.
A 2012 el jefe de la Casa Ducal de Sajonia-Meiningen, el Príncipe Conrado (nacido en 1952), no tiene heredero, así que la representación de su casa después de su extinción pasará al Jefe de la Casa Gran Ducal de Sajonia-Weimar-Eisenach.

## Duques de Sajonia-Meiningen
- Bernardo I (1680-1706)

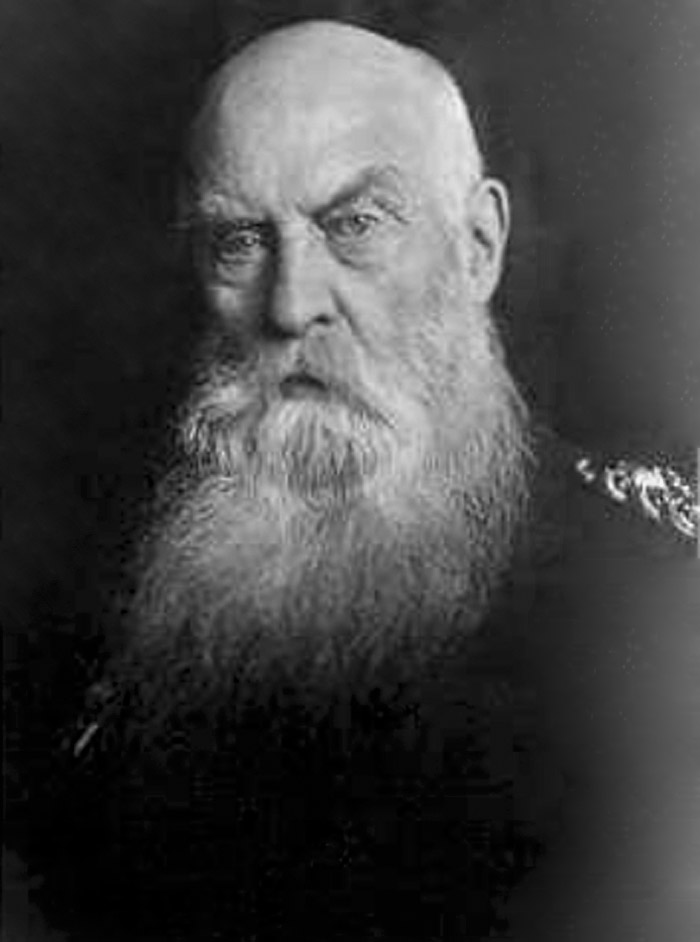
Jorge II, Duque de Sajonia-Meiningen (1866-1914).

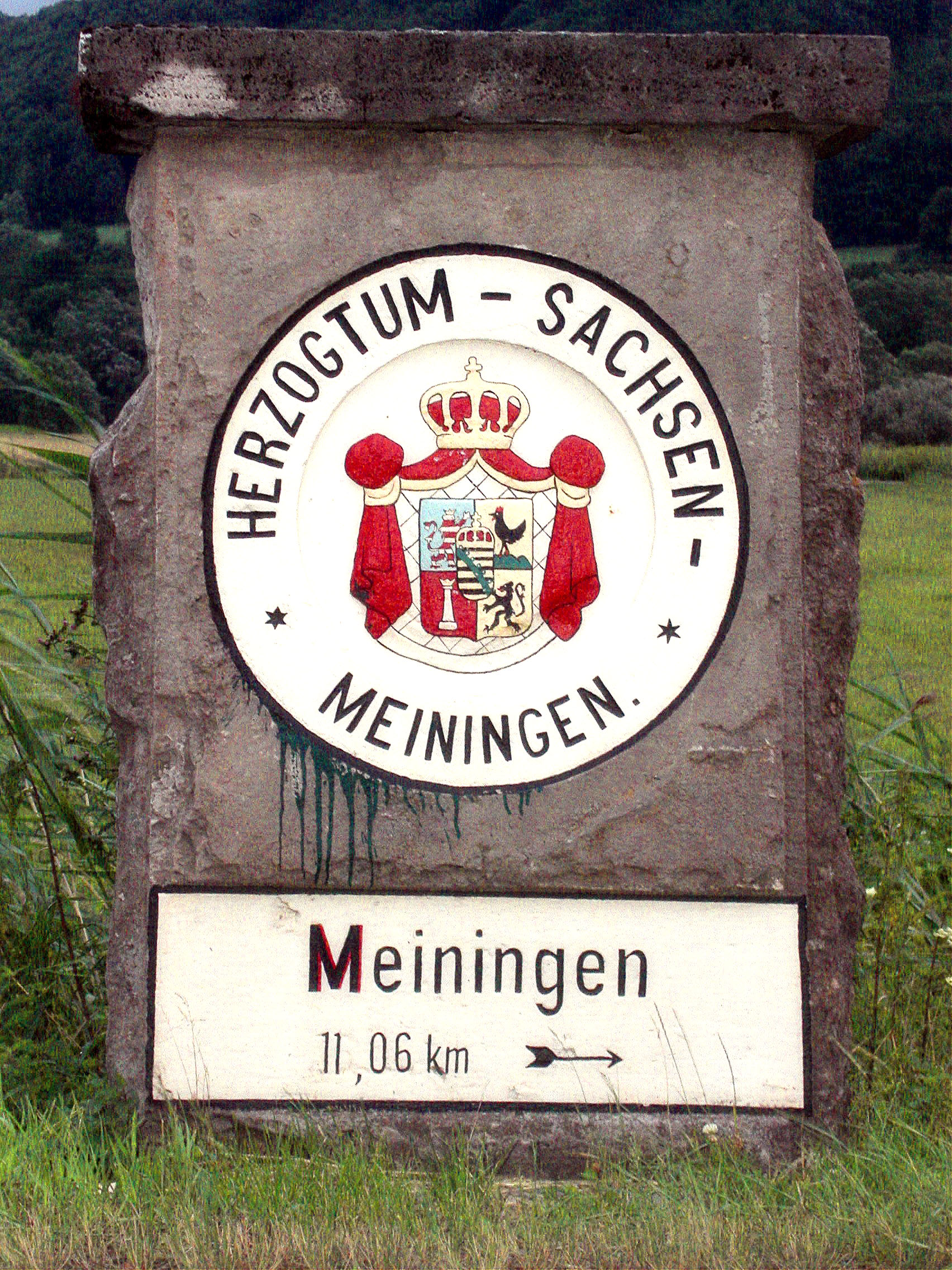
Mojón en el límite fronterizo cerca de Ellingshausen en el distrito de Schleusingen, desde 1816 parte de la Sajonia Prusiana.

- Ernesto Luis I (1706-24), hijo de Bernardo I
- Ernesto Luis II (1724-29), hijo de Ernesto Luis I
- Carlos Federico (1729-43), hijo de Ernesto Luis I
- Federico Guillermo  (1743-46), hijo de Bernardo I
- Antonio Ulrico (1746-63), hijo de Bernardo I
- Carlos Guillermo  (1763-82), hijo de Antonio Ulrico
- Jorge I (1782-1803), hijo de Antonio Ulrico
- Bernardo II (1803-66), hijo de Jorge I
- Jorge II (1866-1914), hijo de Bernardo II
- Bernardo III (1914-18), hijo de Jorge II

Abolición del ducado en 1918

## Jefes de la Casa Ducal de Sajonia-Meiningen, post-monarquía
- Bernardo III (1918-1928)
- Príncipe Ernesto (1928-1941)
- Príncipe Jorge III (1941-1946)
- Príncipe Bernardo IV (1946-1984)
- Príncipe Conrado I (1984-presente)

## Antiguos dominios ducales

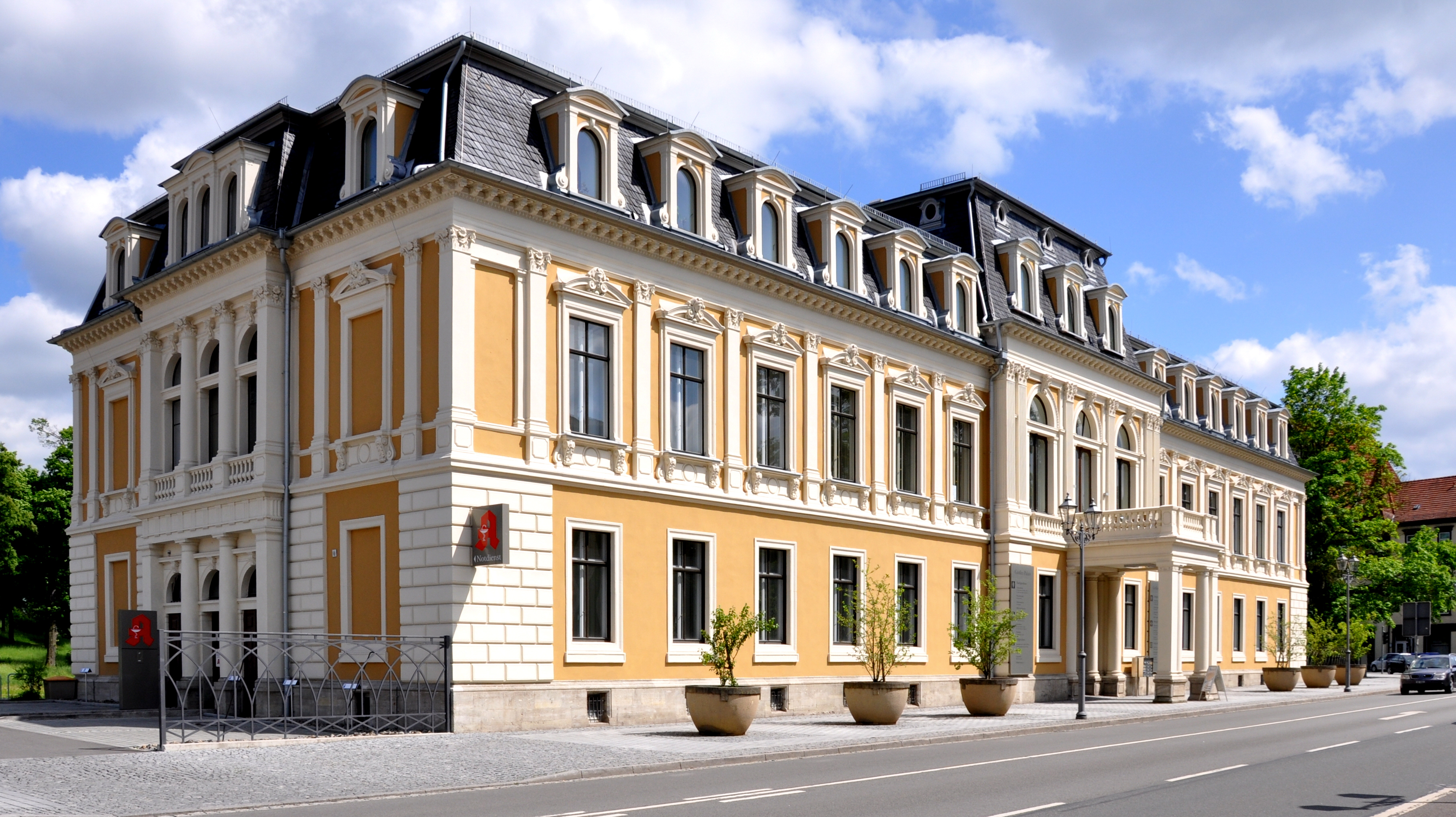
El palacio de los príncipes herederos (Meiningen)
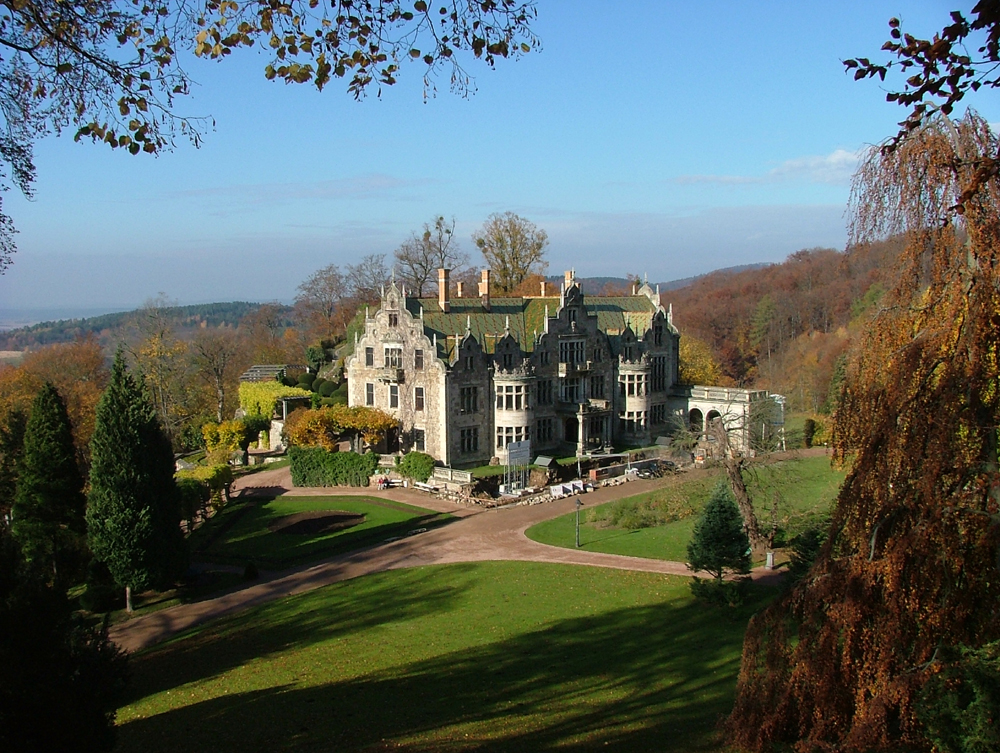
Palacio de Altenstein, villa de verano
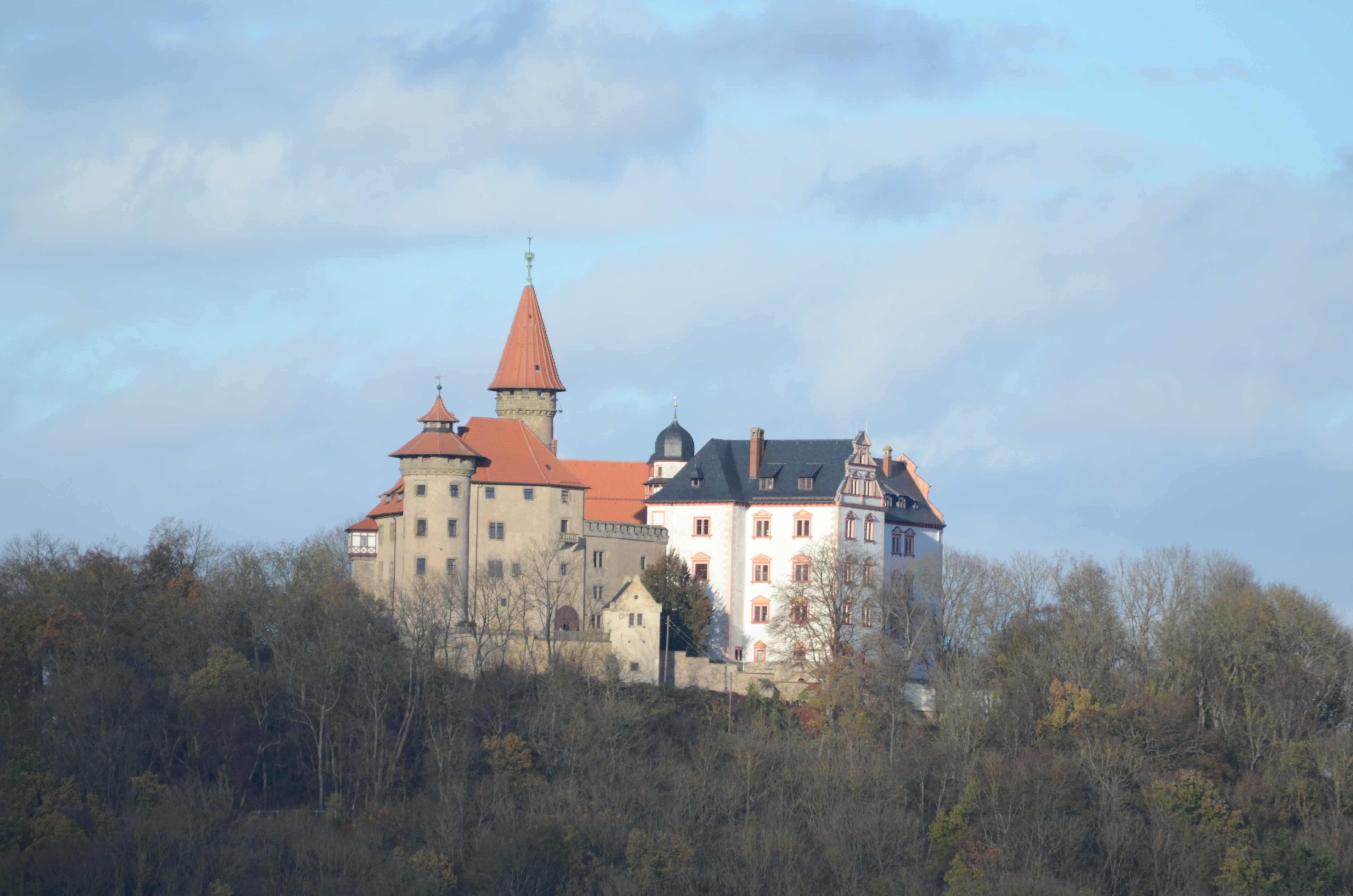
Fortaleza de Heldburg
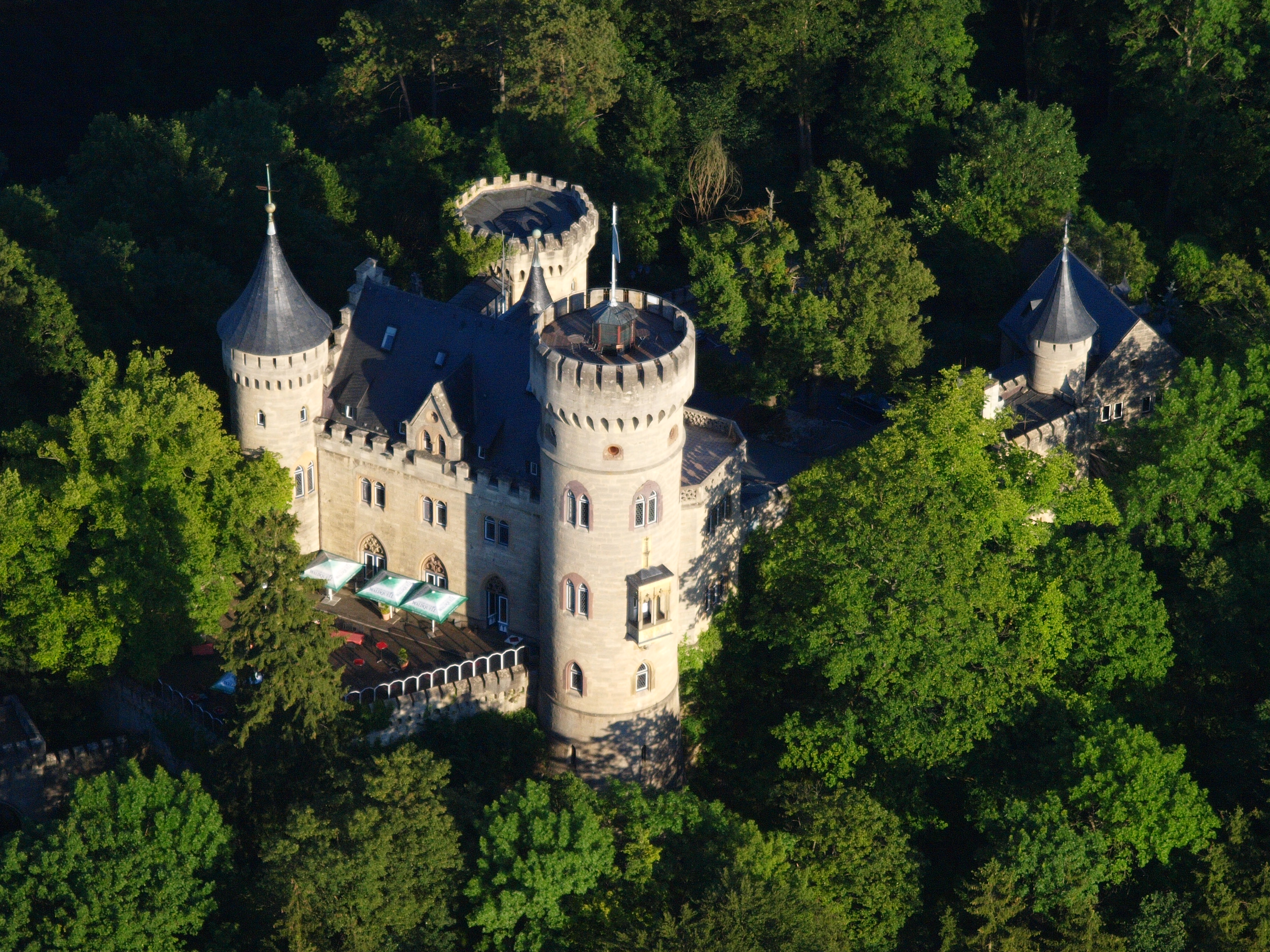
Castillo de Landsberg (cercanías de Meiningen)
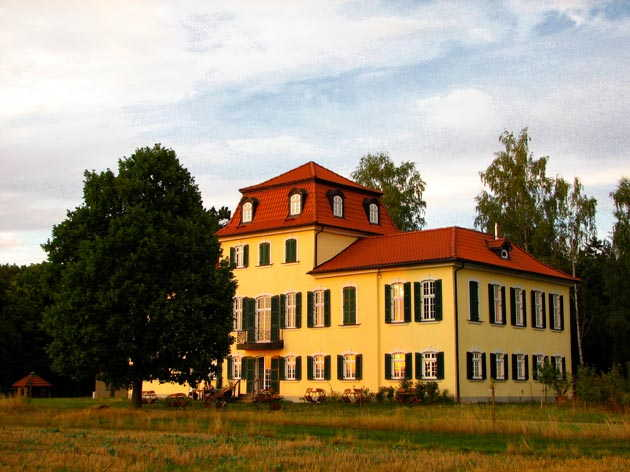
Pabellón de caza Fasanerie (Hermannsfeld)
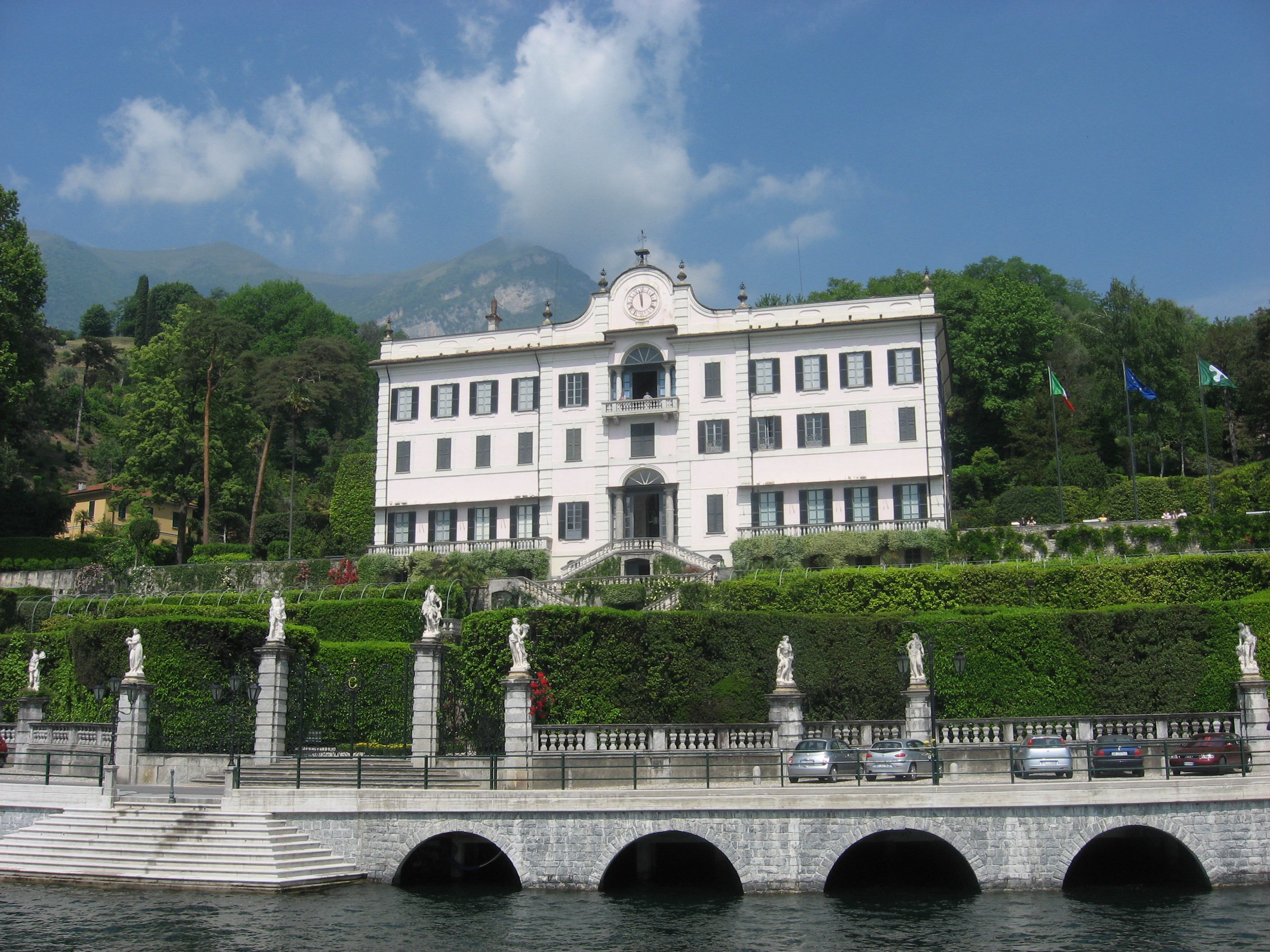
Villa Carlotta, a orillas del lago de Como